# Thysanoessa raschii
Thysanoessa raschii är en kräftdjursart som först beskrevs av Michael Sars 1864.  Thysanoessa raschii ingår i släktet Thysanoessa och familjen lysräkor. Arten är reproducerande i Sverige. Inga underarter finns listade i Catalogue of Life.